# Bob Astles
Robert Astles (né le 23 mars 1924 et mort le 29 décembre 2012) est un ancien soldat britannique et officier colonial ayant vécu en Ouganda et ayant joué un rôle au sein des régimes  des présidents Milton Obote et Idi Amin Dada.

## Biographie
Né à Ashford (dans le Kent), d’héritage écossais, Bob Astles s’engage durant sa jeunesse dans l’armée britannique des Indes puis rejoint les Royal Engineers, atteignant le grade de lieutenant. Il raconte que durant la guerre; « J’aimais être avec des gens d’autres nationalités et leurs luttes pour la reconnaissance mondiale durant la Seconde Guerre mondiale. La plupart des types originaires d’Afrique en particulier étaient brillants au front, mais leur rôle est négligé[citation nécessaire]. » A l’âge de vingt-et-un ans, il quitte le Royaume-Uni pour l’Afrique.
En 1949, Astles est envoyé en opérations pendant le soulèvement Bataka au Buganda. Il sert tout d'abord en tant qu'officier colonial au service du Ministry of Works, puis met en place Uganda Aviation Services Ltd, la première compagnie aérienne ougandaise à employer des Africains. En 1958, il épouse Monica, venue d’Angleterre avec lui. L’année suivante, après leur divorce, Astles épouse une aristocrate bugandaise, Mary Ssen-Katukka ; ils adoptent par la suite deux enfants. À l’approche de l’indépendance de l’Ouganda (1962), Astles est lié à plusieurs groupes politiques. L’un d’entre eux étant dirigé par Milton Obote, qui guide le pays vers l'indépendance. Astles collabore à son gouvernement jusqu’au coup d'État de 1971, il prête ensuite allégeance à Amin Dada.
En décembre, Astles devient suspect en raison de son passé au service d’Obote. Amin l’envoie à la prison de Makindye (où sont détenus des prisonniers politiques sous la dictature d’Amin Dada). Il y passe dix-sept semaines, souvent enchaîné et brutalement interrogé. Astles racontera plus tard : « Amin me traitait de pomme pourrie à la radio, et a nationalisé ma ligne aérienne. Ce sont des Africains ordinaires qui m’ont aidé à survivre. Un garde a été battu à mort pour m’avoir aidé. »
En 1975, Astles se met au service d’Amin Dada, prenant la tête des services anti-corruption et conseillant le président dans ses affaires avec la Grande-Bretagne, tout en gérant une plantation d’ananas. Il est également à la tête d’un service aérien chargé du transport des membres du gouvernement. Astles indiquera plus tard : « je fermais les yeux, je ne disais rien de ce que je voyais, c’était ce qu’ils aimaient ». Il n'existe pas de certitude sur les actions d’Astles, placé sous les ordres brutaux d’Amin Dada. Il est alors craint, beaucoup estiment qu’il a une influence néfaste sur le dictateur ; cependant, d’autres le voient comme une présence modératrice. Il se fait connaître sous le nom de Major Bob (le titre de Major lui ayant été  conféré par Amin Dada) ou le Rat Blanc.
En raison de la guerre ougando-tanzanienne qui  provoque la chute du régime en 1979, Astles se réfugie au Kenya, mais est ramené en Ouganda afin d’être jugé pour ses crimes. Il est emprisonné pour sa collaboration avec l’appareil de sécurité d’Amin Dada, et  subit toutes sortes d’accusations, telles que meurtre, corruption et vol. Malgré son acquittement, il  reste incarcéré dans la prison de Luzira durant six ans et demi, rentrant en Grande-Bretagne après sa libération en 1985.
Il vit la fin de sa vie dans le quartier londonien de Wimbledon, et continue de rejeter les accusations proférées contre lui. Depuis son retour en Grande-Bretagne, il a dédié sa vie contre l’ingérence des superpuissances dans les affaires économiques et politiques de l’Afrique. Il a aussi travaillé en tant que commentateur politique pour un certain nombre de publications associées à l’Afrique.
Il est joué par Leonard Trolley dans le film de 1982 Rise and Fall of Idi Amin. Le personnage fictif du Dr. Nicholas Garrigan dans le livre et le film Le Dernier Roi d'Écosse est inspiré de certains évènements de la vie d’Astles.